# جبل الحلال
جبل الحلال بشمال سيناء يبعد نحو 60 كم إلى جنوب العريش. سُمّي كذلك لأنّ كلمة « الحلال » تعني « الغنم » لدى بدو سيناء، فقد كان أحد أشهر مراعيهم. وهي في الواقع سلسلة من الهضاب.

## الجغرافيا
يمتد الجبل لحوالي 60 كم من الشرق إلى الغرب، ويرتفع نحو 1700 متر فوق مستوى سطح البحر. ويقع ضمن المنطقة «ج»، التي وفقا لبنود اتفاقية كامب ديفيد يُمنع فيها تواجد أي قوات للجيش المصري، وبالتحديد يُعتبر وجود الدبابات مُخالفة.
تتكون أجزاء من الجبل من صخور نارية وجيرية ورخام، وهي منطقة غنية بالموارد الطبيعية، ففي وديان تلك الجبال تنمو أشجار الزيتون وأعشاب أخرى مفيدة. ويمتلئ الجبل الذي يشكل امتدادا لكهوف ومدقات أخرى فوق قمم جبل الحسنة وجبل القسيمة وصدر الحيطان والجفجافة وجبل الجدي، بمغارات وكهوف وشقوق يصل عمقها أحيانا إلى 300 مترًا. وبه فحم اكتشفه درويش الفار في عهد جمال عبد الناصر.
يقع إلى شماله بنحو 8 كيلومترات سد الروافعة.

## القبائل
يقع تحت سيطرة قبيلتين بوسط سيناء هما قبيلتى الترابين والتياهة تقريبًا النصف بالنصف، وهي المسئولة أمام الدولة عن حماية جبل الحلال.

## مشكلات معيشية
كانت منطقة سيول حيث تتجمع الأمطار الموسمية في خانق ضيق بين جبل ضلفع من الشرق وجبل الحلال من الغرب ثم يهبط الخانق لمستوى 200 متر. كانت الأمطار تتجمع في موسم الشتاء ويقوم الأهالي بتجميع المياه عن طريق الخزانات، ولكن تتعرض المنطقة لموجة جفاف شديدة حيث لم تسقط الأمطار بين 2009 وحتى 2012.
ويعيش الأهالي في عشش أو كهوف حفروها بالجبال لحمايتهم من العواصف والرياح. ولا يحصلون على خدمات من ماء وكهرباء وصرف صحي وطرق. ولا توجد مدارس أو مراكز صحية قريبة من المنطقة. ويتكلف حفر بئر مياه الشرب حوالي 100 ألف جنيه، فالمياه الجوفية توجد على بعد يتراوح ما بين 70 و200 متر تحت سطح الأرض، بينما يتكلف توصيل التيار الكهربائى مبالغ باهظة بسبب الاعتماد على مولدات خاصة.

## العمليات العسكرية
بدأت شهرة الجبل في أكتوبر 2004، بعد تفجيرات طابا والتي استهدفت فندق هيلتون طابا، ووقعت هناك اشتباكات بين الشرطة وجماعات متورطة في التفجيرات، وظلّ الجبل محاصرا عدّة أشهر من قِبل قوات الشرطة في عملية تطهير ومسح شامل للعناصر الإرهابية.
وتكررت الأحداث عام 2005 بعد تفجيرات شرم الشيخ التي استهدفت منتجع سياحي بجنوب شبه جزيرة سيناء؛ واتُهمت نفس العناصر والجماعات في تلك العملية، وقيل أنهم لجأوا إلى جبل الحلال للفرار من الشرطة.
وبعد الهجوم على الجنود المصريين في رفح في رمضان 2012، والذي راح ضحيته 16 ضابطا ومجندا مصريًا، تضاربت الأقوال عن هوية منفذي تلك العملية، إلا أنّها سببت رد فعل قوي من الجانب المصري تمثل في عملية عسكرية هي الأكبر منذ استرجاع سيناء، وهي العملية نسر.
ويقال بأن عناصر تنظيم ولاية سيناء (المعروفة سابقا بأنصار بيت المقدس) يحتمون داخل كهوف في جبل الحلال.